# الخطة شامل

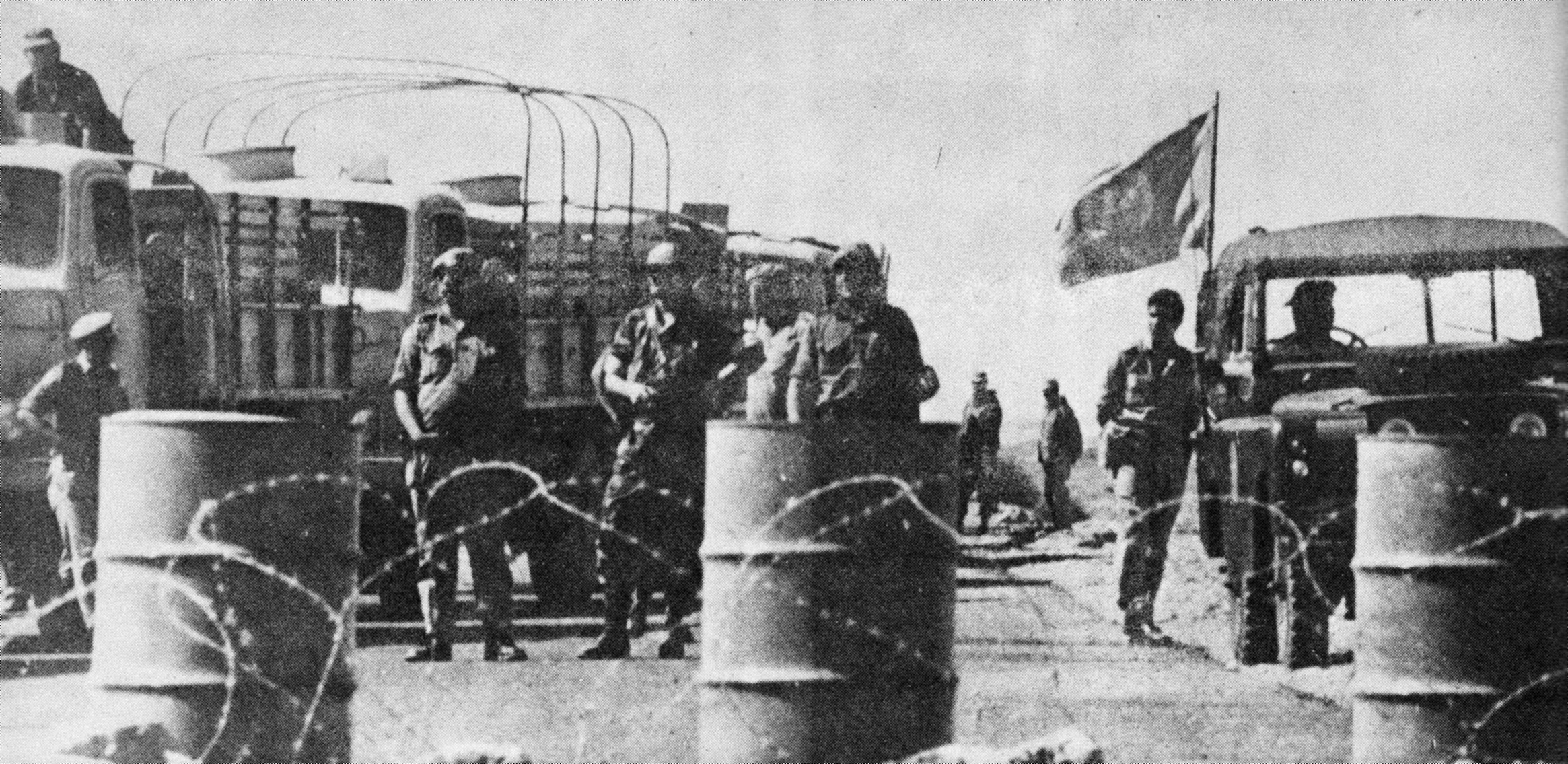
الشاحنات المصرية المخصصة لأمداد الوحدات المصرية المحاصرة في مدينة السويس أكتوبر 1973

الخطة شامل، هي خطة عسكرية وضعها الجيش المصري لتصفية الثغرة التي صنعها الجيش الإسرائيلي بعد ثغرة الدفرسوار أثناء حرب أكتوبر 1973. بنيت الخطة شامل على أسس تكتيكية سليمة، وكانت تستهدف ضمان الاستغلال الأمثل للقوات المخصصة لتصفية الثغرة والتركيز على أهمية التعاون بين هذه القوات والقوات الجوية وقوات الدفاع الجوي ومراعاة الاستخدام السليم للقوات المدرعة باستغلال خصائصها أحسن استغلال مع الأخذ في الاعتبار عناصر القوة وعناصر الضعف لقوات العدو الموجودة داخل الجيب الإسرائيلي.
وقد قامت القوات المخصصة لتنفيذ الخطة شامل بمشروعات تدريب تتفق تماما مع المهام المخصصة لها في الخطة الحقيقية وعلى أرض مشابهة، كما تمت عملية تنظيم التعاون بين هذه القوات والقوات الجوية وقوات الدفاع الجوي تحت الاشراف المباشر للواء سعد مأمون.

## خلفية
كان للنجاح الباهر الذي أحرزته القوات المصرية يوم 6 أكتوبر 1973، في اقتحام قناة السويس واجتياح حصون خط بارليف، ثم تمكنها بعد ذلك من إقامة خمسة رؤوس كباري على الضفة الشرقية للقناة بعمق 10-12 كيلو متر، وتدمير ثلاثة ألوية مدرعة إسرائيلية تدميرا يكاد يكون كاملا، أثر هائل في تقويض سمعة الجيش الإسرائيلي الذي ذاعت شهرته في الآفاق بأنه الجيش الذي لا يقهر، وأصيب الشعب الإسرائيلي بصدمة عنيفة وصفها بعض القادة والمحللين العسكريين بالعبارة الشهيرة «زلزال في إسرائيل».
وكان المسؤولون الأمريكيون في واشنطن على يقين عند بدء الهجوم المصري - وفقا للتأكيدات الإسرائيلية، وتجارب الحروب السابقة - بأنه في خلال 48 ساعة فقط، وبعد اتمام عملية تعبئة القوات الاحتياطية، سوف يدبأ الهجوم المضاد الرئيسي الذي سيصفي رؤوس الكباري المصرية شرق القناة ويرد المصريين على أعقباهم عبر القناة إلى الشاطئ الغربي مدحورين مهزومين، وبذا يتم تلقين القيادة المصرية درسا لن تنساه، وهو ألا تغامر باستخدام قوتها العسكرية ضد إسرائيل مرة أخرى.
ولكن أحلام القيادة الإسرائيلية لم تلبث أن تبددت، فقد انتهى الهجوم المضاد الرئيسي الذي شنته قواتها المدرعة يومي 8 و9 أكتوبر بهدف اختراق المواقع المصرية وعبور القناة إلى الغرب على بعض الكباري المصرية بفشل تام، بعد أن عجزت القوات الإسرائيلية عن اختراق المواقع المصرية وخاصة في القطاع الشمالي من الجبهة، حيث كانت تتمركز قوات الجيش الثاني. وعلى العكس نجحت تشكيلات هذا الجيش في سحق قوات الهجوم الإسرائيلي وفي إلحاق افدح الخسائر بها.
واضطر المسؤولون العسكريون الإسرائيليون إلى مصارحة الشعب بالحقائق المرة التي حجبوها عنه في بداية الأمر. فقد اعترف موشي ديان وزير الدفاع الإسرائيلي في المؤتمر الذي عقده لرؤساء تحرير الصحف بعد ظهر يوم 9 أكتوبر بأن خط بارليف ذا المواقع الحصينة قد تم إخلاؤه وتم التخلي عنه، وأن القوات الإسرائيلية في سيناء اضطرت إلى اتخاذ خط دفاعي لاحتواء الهجوم المصري، كما اعترف لأول مرة بأن الإسرائيليين ليسوا أقوى من المصريين.
وفي مساء اليوم نفسه ظهر على شاشة التلفزيون الجنرال أهارون بارليف الذي استدعي من التقاعد لكي يتولى مسؤولية الاعلام العسكري، وعرض على المشاهدين الوضع على جبهتي القتال في سيناء والجولان وقال: "الوضع ليس سهلا أو بسيطا والحرب من شأنها أن تطول، إن الجيش الإسرائيلي في وضع صعب وقد اضطر إلى الانسحاب من خطوط وقف القتال في الجولان وسيناء، وكانت هذه هي المرة الأولى التي يسمع الشعب فيها بيانا صريحا يدرك منه أن هذه الحرب ليست استمرارا لحرب الأيام الستة عام 1967 وليست حربا خاطفة. وتذكرت الجماهير كيف خدعتهم تصريحات موشي ديان مساء 6 أكتوبر عندما قال للصحفيين "سنحول المنطقة إلى مقبرة كبرى لهم"، وكذا تصريحات الجنرال دافيد أليعازر رئيس الأركان العامة عندما صرح في حماسة في المؤتمر الصحفي يوم 8 أكتوبر وسط تصفيق الحاضرين بأن الجيش الإسرائيلي سيواصل ضرب العدو وتحطيم عظامه. وأدرك أفراد الشعب الإسرائيلي أن إسرائيل تواجه لأول مرة منذ قيامها معركة حياة أو موت.
وكانت خطة تدمير العدو داخل الجيب الإسرائيلي تقضي بمهاجمة هذا الجيب من 5 اتجاهات رئيسية:
الاتجاه الأول: ضربة من اتجاه رأس كوبري الفرقة 16 مشاة شرق القناة لاغلاق ثغرة الاختراق المنبع عند الدفرسوار (شرق القناة).
الاتجاه الثاني: ضربة على محور طريق أبو سلطان في اتجاه الدفرسوار (غرب القناة ومنطقة البحيرات المرة الكبرى).
الاتجاه الثالث: ضربة على محور طريق جنيفة في اتجاه البحيرات المرة الصغرى.
الاتجاه الرابع: ضربة على محور طريق السويس في اتجاه مدينة السويس للوصول بأسرع ما يمكن إلى المدينة وإلى قوات بدر المحاصرة (الفرقتين 7 و19 مشاة من الجيش الثالث شرق القناة).
الاتجاه الخامس: ضربة موازية لخليج السويس من الجنوب إلى الشمال في اتجاه ميناء الأدبية.
وكان هدف الهجوم في هذه الاتجاهات - فضلا عن إغلاق الممر الذي يربط بين الجيب الإسرائيلي وقواعده الرئيسية في سيناء - هو الووصل بأسرع ما يمكن إلى مدينة السويس وميناء الأدبية والشوائط الشرقية للبحيرات المرة الصغرة والكبرى ومنطقة الدفرسوار شرق النقاة وتقطيع أوصال الجيب الإسرائيلي وتحويله إلى أجزاء منعزلة يتم تدميرها جزءا فجزءا.
هذا ولم يقيض للخطة شامل التنفيذ العملي، ففي الساعة التاسعة مساء يوم 17 يناير 1974 بتوقيت القاهرة، أذيع اتفاق فصل القوات بين مصر وإسرائيل تحت إشراف الأمم المتحدة، ووضعت هذه الاتفاقية موضع التنفيذ اعتبارا من الساعة الثانية عشرة يوم 25 يناير، وبدأت إسرائيل في سحب قواتها من المناطق المتفق عليها، وسارت أعمال فصل القوات وفقا للاتفاق. وبانتهاء الصراع السياسي في هذه المرحلة صدرت أوامر القيادة العسكرية بتجميد الخطة شامل.

## تفاصيل الخطة
أصدر القائد الأعلى للقوات المسلحة المصرية، الرئيس أنور السادات، يوم 13 ديسمبر 1973، أمراً بتعيين اللواء سعد مأمون ـ قائد الجيش الثاني الميداني مع بداية الحرب وحتى التطوير شرقاً يوم 14 أكتوبر 1973 ـ «قائداً لقوات تصفية الثغرة، غرب القناة».
أنشأ اللواء سعد مأمون، هيئة قيادة ميدانية، بالاستفادة من قيادة الجيش الثالث الميداني التي بقيت في الغرب، وزار القوات المخصصة له، واستعرض الخطط الموضوعة، ثم صاغ خطة شاملة، عرضها على القائد العام، يوم 18 ديسمبر 1973، وصدق عليها القائد الأعلى يوم 24 ديسمبر 1973، بحضور كل قادة الأفرع الرئيسية والهيئات بالقيادة العامة للقوات المسلحة المصرية، على أن تكون جاهزة للتنفيذ في نفس يوم التصديق عليها
خصصت القيادة العامة، لتنفيذ خطة تصفية الثغرة في الغرب القوات التالية:
فرقتان مدرعتان (الأرقام 4، 21) تضمان 4 ألوية مدرعة، لوائي مشاة آليين، 12 كتيبة مدفعية.
3 فرق مشاة آلية (الأرقام 3، 6، 23) تضم 3 ألوية مدرعة، 6 ألوية مشاة آلية، 18 كتيبة مدفعية.
وحدات مظلية، وصاعقة.
احتياطيات تخصصية من احتياطيات القيادة العامة (مضادة للدروع، مهندسين عسكريين، حرب كيماوية، حرب إلكترونية، عناصر إشارة، وحدات شرطة عسكرية، عناصر إدارية وفنية).
مجموعتي مدفعية رئاسة عامة كل منها بقوة لواء مدفعية متوسطة.
مجهود جوي للتمهيد قبل بدء التنفيذ، ثم لمساندة التنفيذ بعد ذلك (معاونة جوية).
تشارك القوات المحاصرة في الشرق، من مواقعها بالرماية المباشرة من الساتر الترابي في الشرق، والقصف المدفعي، على القوات الإسرائيلية الموجودة في الغرب، وتثبيت القوات الإسرائيلية في الشرق.
على الجانب الآخر، كانت القوات الإسرائيلية في ثغرة الاختراق في الغرب مكونة من 3 مجموعات عمليات مدرعة تضم 7 ألوية مدرعة، ولواء مشاة آلي، ولواء مظلي. بالإضافة إلى وحدات المدفعية والدفاع الجوي والمهندسين العسكريين وعناصر الإسناد الإداري والفني.
ينتج عن ذلك تجميع من القوات المصرية، يتفوق عن نظيره الإسرائيلي بمقدار مرة ونصف تقريباً في الدبابات (مع تعادلهما في عدد الألوية)، وثلاثة أضعاف كتائب المشاة الآلية والمظلية، وتعادل تقريباً في حجم المدفعية للطرفين. ودون إهمال التفوق الجوي الإسرائيلي، والذي تحيده الصواريخ المضادة للطائرات المصرية، فإن هذا الحجم من القوات المصرية غرب القناة، أصبح يحاصر قوات الثغرة الإسرائيلية.
حددت خطة «العملية شامل» مهاجمة الثغرة الإسرائيلية في الغرب من 5 اتجاهات:
1. الاتجاه الأول
ضربة من الجانب الأيمن لرأس كوبري الفرقة 16 (من الشرق) في اتجاه جنوب غرب، بهدف إغلاق ثغرة الاختراق من الشرق وتصفيتها.
2. الاتجاه الثاني
ضربة على محور أبو سلطان، في اتجاه الدفرسوار، لتصفية قاعدة الثغرة التي يرتكز عليها إمدادها من الشرق إلى الغرب (نطاق عمل مجموعة شارون).
3. الاتجاه الثالث
ضربة على محور طريق جنيفه، في اتجاه البحيرات المرة الصغرى، لتصفية القوات الموجودة من فايد وحتى منطقة الجناين.
4. الاتجاه الرابع
ضربة على محور طريق السويس، طريق 12 (الضربة الرئيسية)، لتصفية القوات الموجودة من الشلوفة وحتى السويس، وفك حصار السويس.
5. الاتجاه الخامس
ضربة على المحور الساحلي الموازي لخليج السويس من الجنوب إلى الشمال، لتصفية القوات الموجودة جنوب السويس وفي الأدبية.
هذه الضربات، كانت، بنجاحها، ستعمل على عزل القوات الإسرائيلية في الغرب، ثم تجزئتها حيث يتم تصفية كل جزء على حده بسهولة.